# Kazakhfilm
Kazakhfilm Studios (tiếng Kazakh: Қазақфильм) là một hãng phim lâu đời nhất Kazakhstan, thành lập năm 1934.